# Џина Гершон
Џина Гершон (енгл. Gina Gershon; Лос Анђелес, 10. јун 1962) је америчка глумица.
Имала је улоге у филмовима као што су Коктел (1988), Црвено усијање (1988), У потрази за правдом (1991), Дивља вожња (2001), Човек из града (2006), Не гледај горе (2021) и другим.

## Биографија
Рођена је у Лос Анђелесу од оца Стана Гершона који се бавио трговином, увозом и извозом и мајке Мики Гершон (рођене Копел) унутрашњег декоратера. Одрасла је у јеврејској породици, има старијег брата и старију сестру.
Похађала је основну школу Колиеј Стри и академију Вудленд Хилс. Похађала је средњу школу Беверли Хилс, а глумом је почела да се бави када је имала четрнаест година. По завршетку средње школе 1980. године, Џина се преселио у Бостон, где је похађала колеџ Емерсон. У међувремену се пребацила на Универзитет у Њујорку и дипломирала на универзитету из драме и психологије / филозофије 1983. године. Истицала је да је одувек желела да буде глумица, али њена каријера је започела у музици и плесу.
Године 2015. забављала се са Робертом Декисером, бившим фудбалским голманом. У јануару 2018. године прекинули су емотивну везу.

## Каријера
Џина је похађала школу у Њујорку, где је радила са Дејвидом Маметом, а касније и са Харолдом Гускином и Сандром Сикет, које је у интервјуима описала као „огромни утицај”. Ђина је једна од оснивачица позоришне групе Голи анђели са седиштем у Њујорку. На Бродвеју се појавила три пута : као Сали Бовлес у оживљавању сексуалне фарсе Boeing-Boeing и као Роси Алварез 2010. године у оживљавању представе Bye Bye Birdie. Њена прва глумачка места била су сценска гостовања у Camille and The Substance of Fire.
На филму се први пут појавила у Pretty in Pink из 1986. године, након чега је имала значајне улоге у Sweet Revenge са Ненси Ален, у филму Коктел са Томом Крузом и Елизабет Шу и у филму Град наде (1991). Такође, 1991. Џина се појавила у акционом филму У потрази за правдом са Стивеном Сигалом, а играла је улогу Пати Мадано. Такође је имала улоге на телевизији, улогу проститутке у сапуници Мелроуз Плејс.
Године 1996. имала је улогу Корки у крими трилеру Скок. Године 1997. у филму Украдено лице играла је заједно са Џон Траволтом и Николасом Кејџом.
Гершонова је проглашена геј иконом због улога у филму Украдено лице, где има улогу лезбејке, Рокенрол у венама и Showgirls где је играла бисексуалну стриптизету. Рангизана је на 51. позицији магазина Максим, међу 100 жена 2004. године. Гершонова се 2011. заједно са Метју Маконахијем глумила је у филму Килер Џо. Године 2017. глумила је у Bad Kids of Crestview Academy, Lost Cat Corona и романтичној комедији Permission. Са Николасом Кејџом глумила је у трилеру Inconceivable који је режирао Џонатан Бакер, а исте године у филму 9/11, који говори о нападима 11. септембра 2001. у САД. Филм су критиковали филмски критичари и суочио се са контроверзом око Шенове историје покретом 9/11 Истина, теоријом завере. Ђина је изјавила да није била упозната са овим темама и коментарима током продукције филма.
Године 2018. глумица се појавила у авантуристичкој драми American Dresser, која је добила негативна критике. Ђина је након тога глумила у филму После свега, а филм је светску премијеру имао на програму South by Southwest, октобра 2018. године. Такође је имала малу улогу у комедији Blockers, која је објављена 6. априла 2018. године и добила позитивне критике, као и доживела комерцијални успех.
Године 2020. глумила је у спортском филму Cagefighter: Worlds Collide, а улогу у филму описала је као „остварење сна”.
Поред филма, Џина је глумила на ТВ, имала улогу у филму Синатра, о Ненси Синатру из 1992. године. Након тога глумила је у сапуници Мелроуз Плејс у улози простиутке. Ђина се појавила и у ситкому Лери Сендерс шоу, а након тога имала водећу улогу Глен у ТВ серији Snoops из 1999. године, која је престала да се снима након једне сезоне. Гостовала је и глумила у разним емисијама и серијама као што су Curb Your Enthusiasm, Rescue Me, Ugly Betty, How to Make It in America и у другим.
Позајмила је глас у анимираној ТВ серији Tripping the Rift, као и филму Catwoman и анимираној серији The Batman. У периоду од 2017. до 2018. године позајмљивала је глас за серију Lost in Oz.
Године 2013. Ђина је глумила у ТВ филму Кућа Версаће, као Донатела Версаће, а премијера филма била је на каналу Lifetime. Герсшонин наступ зарадио је похвалу модне критичарке Кети Хорин. Исте године глумила је у акционој ТВ серији Cleaners. Године 2015. појавила се у емисији Glee у шестој и последњој сезони, као Блејнина мајка. У периоду од 2015. до 2017. имала је улогу на Red Oaks. Такође се појавила у две епизоде серије Elementary. Исте године имала је поновљену улогу у Z Nation, а 2016. године у емисији Empire.
Године 2017. гостовала је у хумористичкој ТВ серији Crashing, а након тога имала поновљену улогу зликовца Мелани Хавкинс у серији Brooklyn Nine-Nine. Године 2018. имала је улогу у драми Riverdale, где је играла у улози Гладис, мајке Јуџхед Џоунс. Исте године гостовала је у серији Younger.
Године 2020. имала је улогу у ТВ серији New Amsterdam. Појавила с еу два видео снимка на сајту FunnyorDie.com где раде пародије на политичарку Сарах Палин.  Гершонова је 2016. године имитирала и Меланију Трамп, а глумила је и Доналда Трампа у епизоди емисије The Tonight Show.
Гершонова је свирала дромбуље у песми I Can't Decide коју изводи амерички бенд Scissor Sisters. Дромбуље је такође свирала у песми I Do It For Your Love коју су снимили Пол Симом и Херби Хенкок, као и на песмама Chitlins and Gefiltefish и  In Search of Cleo. Појавила се у споту за песму Hello Again бенда The Cars, као и у музичком споту за песму Again, Ленија Кравица.
Заједно са братом Даном, објавила је књигу за децу под називом Camp Creepy Time. Прву књигу за одрасле коју је написала зове се In Search of Cleo: How I Found My Pussy and Lost My Mind, а базирана је на истинитој причи и објављена 11. октобра 2012. године.

## Филмографија
| Улоге Џине Гершон |                      |               |                            |                 |
| Година            | Српски назив         | Изворни назив | Улога                      | Напомена        |
| 1986.             |                      |               | Бенијева најбоља другарица |                 |
| 1988.             | Коктел               |               | Карал                      |                 |
| 1988.             | Црвено усијање       |               | Кат манзети                |                 |
| 1991.             | У потрази за правдом |               | Пети Мадано                |                 |
| 1995.             |                      |               | Кристал Конорс             |                 |
| 1996.             | Скок                 |               | Корки                      |                 |
| 1997.             | Украдено лице        |               | Саша Хаслер                |                 |
| 1999.             | Пробуђена савест     |               | Хелен Каперели             |                 |
| 2001.             | Дивља вожња          |               | Кати Хегај                 |                 |
| 2002.             |                      |               | Лила Колети                |                 |
| 2003.             |                      |               | Џеки                       |                 |
| 2005.             |                      |               | Џудит Кар                  |                 |
| 2006.             | Човек из града       |               | Арлин Крајнер              |                 |
| 2021.             | Не гледај горе       |               |                            | избрисана сцена |
| 2023.             | Црни петак           |               | Аманда Колинс              |                 |
| 2024.             | Borderlands          |               | Мад Мокси                  |                 |